# Geronos lemniskata

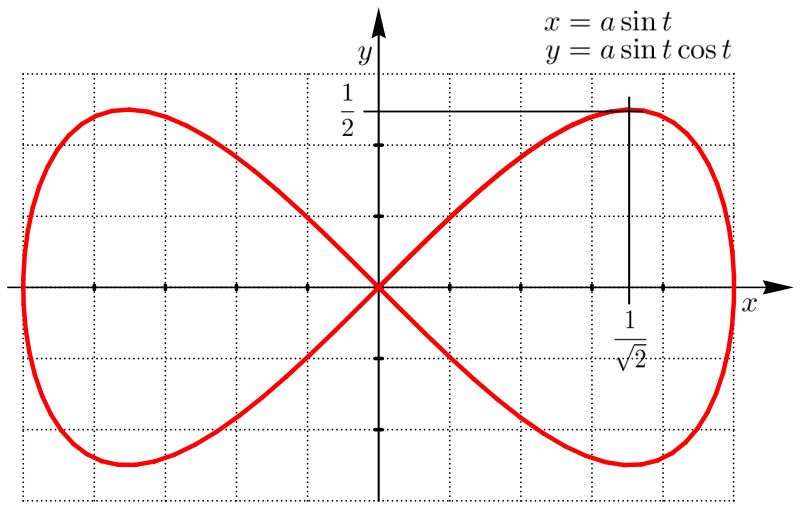
Geronos Lemniskata med a = 1.

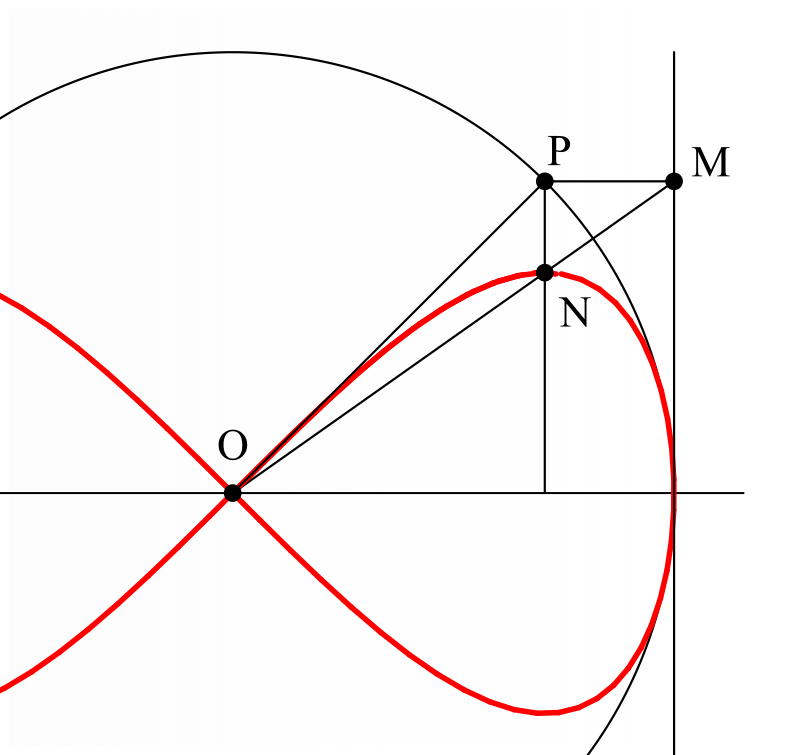
Konstruktion av Geronos lemniskata med en cirkel.

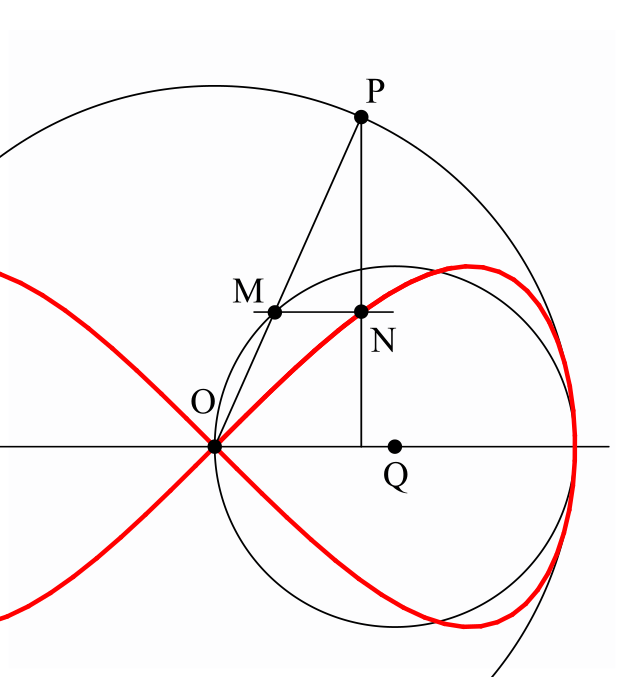
Konstruktion av Geronos lemniskata med två cirklar.

Geronos lemniskata, eller åttkurvan, är en plan fjärdegradskurva som ser ut som symbolen för oändlighet (∞) eller som en liggande åtta. Kurvan är sluten, x = 0 och y = 0 är symmetriaxlar och punkten (0,0) är symmetripunkt. Den har fått sitt namn efter den franske matematikern Camille-Christophe Gerono.
Alla punkter på kurvan uppfyller ekvationen
{\displaystyle x^{4}=a^{2}(x^{2}-y^{2});\quad a>0} 
I polära koordinater blir kurvans ekvation
{\displaystyle r^{2}=a^{2}\sec ^{4}\theta \cos(2\theta )}.
Den kan också parametriseras:
{\displaystyle {\begin{cases}x=a\sin t\\y=a\sin t\cos t\end{cases}}}
Kurvans area är:
{\displaystyle A={\tfrac {4}{3}}a^{2}}

## Konstruktion
Det finns flera sätt att konstruera kurvan med passare och rätskiva:
- Man väljer en punkt P som vandrar på cirkeln med radien a. Punkten M är P:s projektion på linjen med ekvationen x = 1. Linjen OM korsar den vertikala linjen som passerar P, vilket ger punkten N på lemniskatan.
- Man väljer en punkt P som vandrar på cirkeln med radien a och centrum O och ritar en cirkel med diameter a och centrum Q som tangerar den stora cirkeln inifrån. Linjen OP möter den lilla cirkeln vid O och M. Den horisontella linjen som passerar M korsar den vertikala linjen som passerar P, vilket ger punkten N på lemniskatan.